# Agathia pisina
Agathia pisina är en fjärilsart som beskrevs av Butler 1887. Agathia pisina ingår i släktet Agathia och familjen mätare. Inga underarter finns listade i Catalogue of Life.

## Bildgalleri

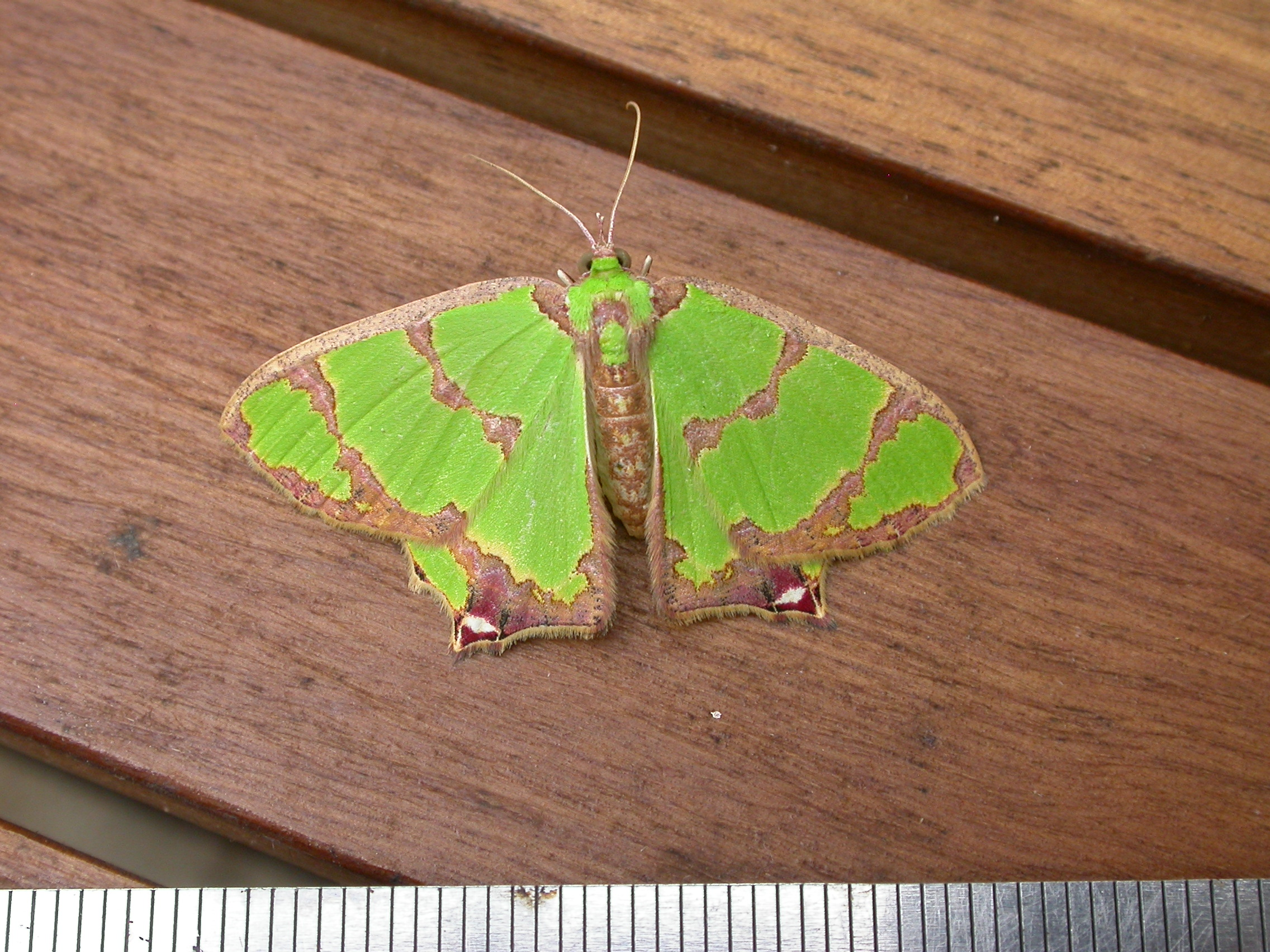
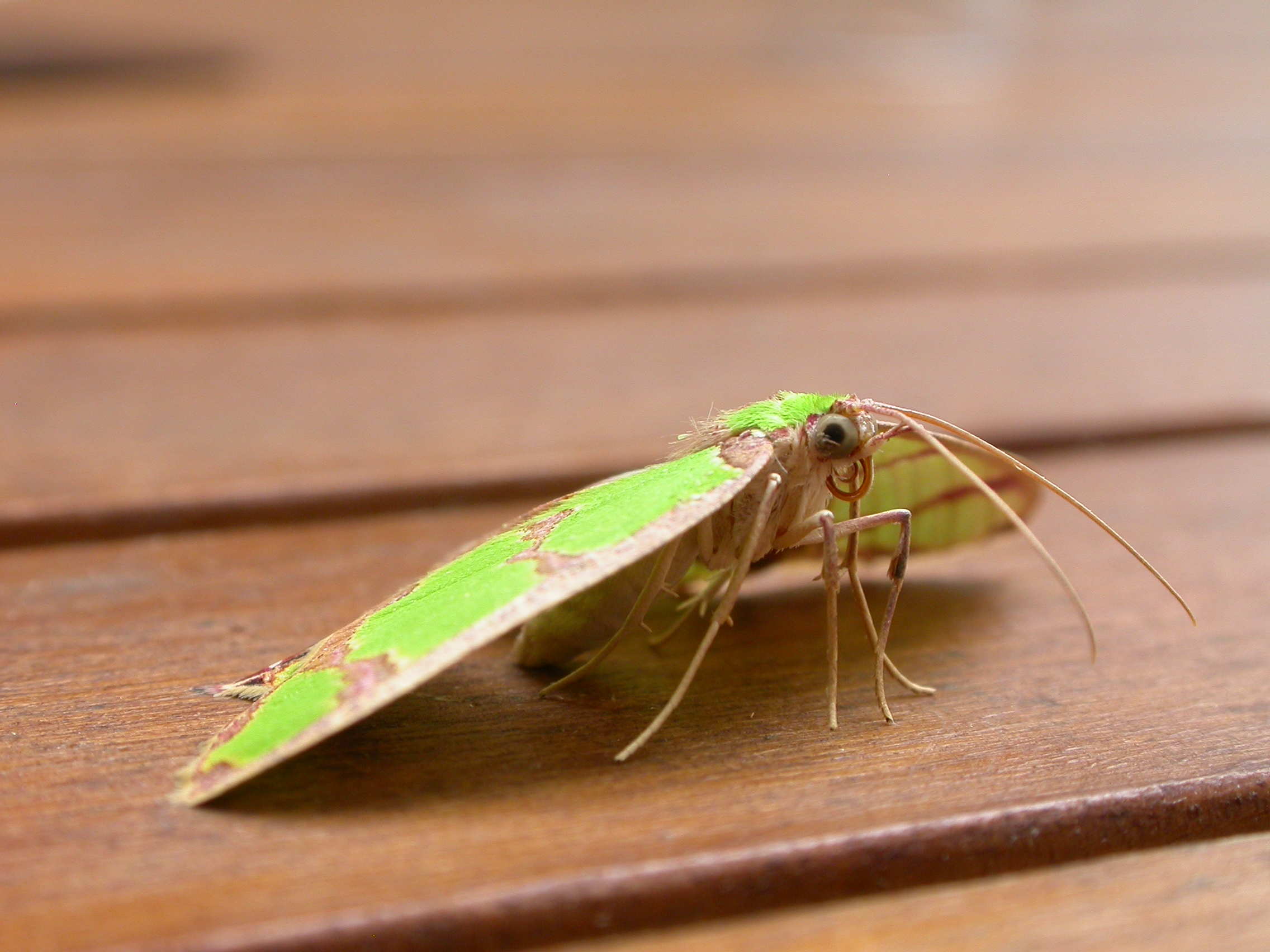
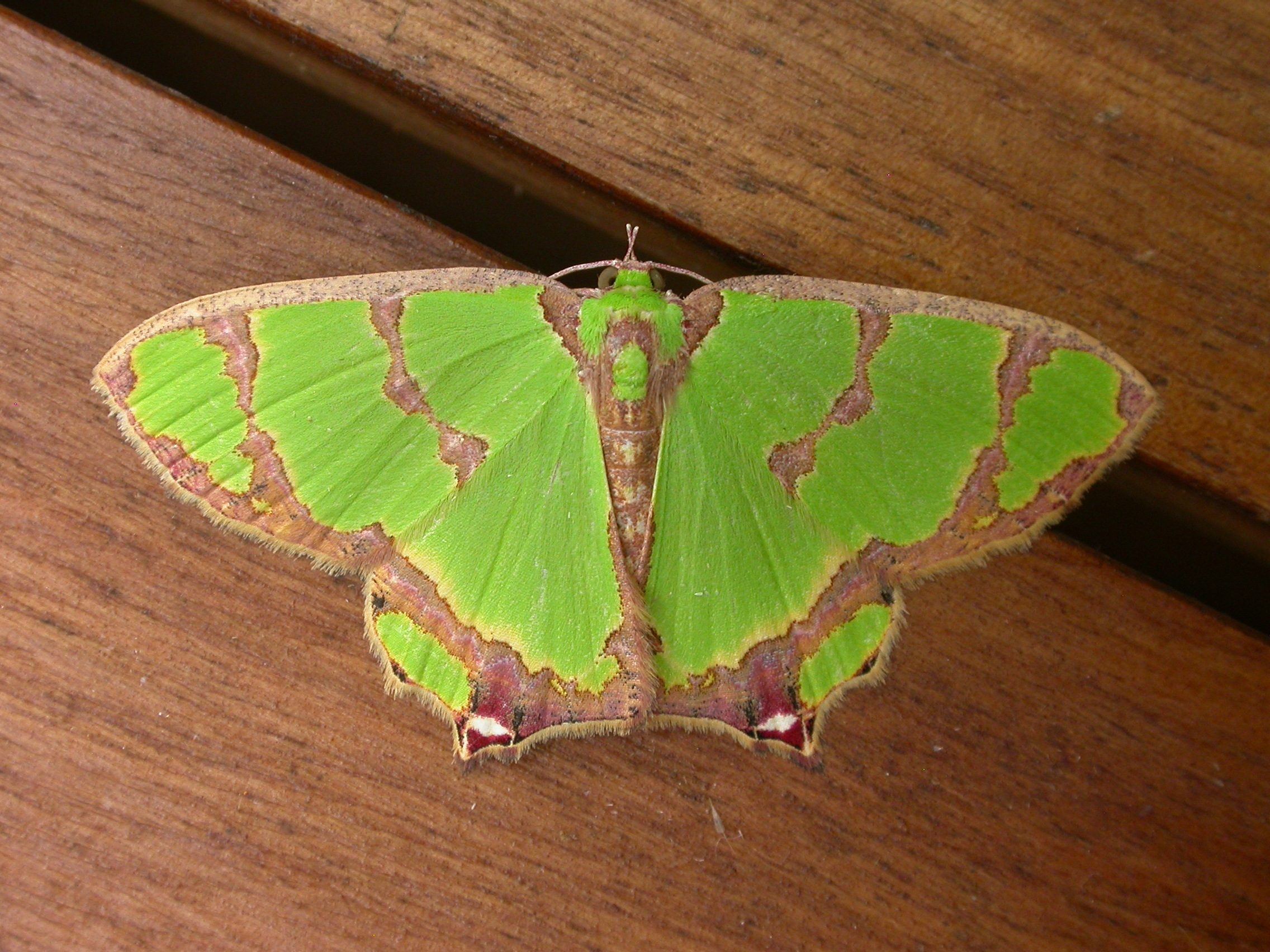